# Kasper Miaskowski

Leliwa – herb Miaskowskich

Kasper Miaskowski herbu Leliwa (ur. 1549 w Smogorzewie, zm. 22 kwietnia 1622 tamże) – polski poeta.

## Życiorys
Pochodził ze Smogorzewa koło Gostynia w Wielkopolsce. Był synem szlachcica Jana i Zofii Kembłan Chełkowskiej. Naukę pobierał w domu, później – prawdopodobnie w klasztornej szkole benedyktyńskiej w Lubiniu i w kolegium Lubrańskiego w Poznaniu. Posiadł dobrą znajomość Biblii, historii starożytnej i mitologii. Przez całe życie mieszkał w rodzinnych stronach. Po śmierci ojca (1571) opiekował się rodzeństwem we wsi rodzinnej, gdzie od roku 1584 gospodarował na części Smogorzewa. Ożenił się dopiero w 1589, z Zofią Szczodrowską. W latach 1598–1603 dzierżawił Osiek (Wielkopolska), po czym przeniósł się (1603) na dzierżawę Włoszczonowa koło Kutna. W roku 1607 wrócił do rodzinnego Smogorzewa i przebywał tam do końca życia. Z przekonania był regalistą, lecz pozostawał w dobrych stosunkach ze swym mecenasem, rokoszaninem J. Szczęsnym Herburtem. Zmarł 22 kwietnia roku 1622. Został pochowany w Strzelcach Wielkich. Napisane przez niego epitafium zostało przez jego żonę umieszczone na tablicy znajdującej się wewnątrz kościoła św. Marcina z Tours.

## Twórczość
Był jednym z pierwszych polskich pisarzy barokowych. Wśród przyjaciół miał wielu księży (m.in.: Hieronim Powodowski, brat Baltazar), co odcisnęło wyraźne piętno na jego twórczości (realizowała ona wzorcowo postulaty kontrreformacji). Najsilniej związał się z Włoszczonowem, gdzie przebywał w latach 1603–1607 i gdzie napisał większość swoich wierszy. Swoje dzieła wydał w księdze Zbiór rytmów (pierwsza redakcja 1612, druga 1622). Podzielił ją na dwie części: religijną i świecką. Jego liryki opiewają Mękę Pańską, przypominają o śmierci, wzywają do pokuty, zbijają tezy protestantów, zagrzewają do wojny z Turcją, domagają się wzmocnienia władzy królewskiej, ale również popierają opozycjonistę Jana Szczęsnego Herburta, opisują wydarzenia z życia poety (np. pożegnanie ukochanego Włoszczonowa), uświetniają śluby, pogrzeby i rocznice znajomych. Wyróżniają się również bogactwem form i uczuć. Przyjaźnił się m.in. z Andrzejem Lechowiczem, który poświęcił poecie kilka anagramów. Współcześni uważali Miaskowskiego za największego żyjącego polskiego poetę.

### Ważniejsze utwory
- Łódź Opaleńska abo na szczęśliwy wjazd na swe biskupstwo... Jędrzeja Opaleńskiego... biskupa poznańskiego itd. oda, Kalisz 1608, drukarnia W. Gedelius
- Pielgrzym wielkanocny abo rozmowa podróżnych z Jeruzalem do Emaus, Kraków 1612; wyd. następne: (Kraków) 1621; Kraków 1633[5]; pt. Przechadzka wielkanocna..., Lwów 1643 (utwór przerobił plagiatorsko J. D. Wośnicki Pielgrzym wielkanocny, Kraków 1612; wyd. następne: Lwów 1621)
- Herkules słowieński, wyd. przy: J. Solikowski Wizerunek utrapionej Rzeczypospolitej, Dobromil 1612; wyd. następne: pt. Herkules niecierpliwy albo rozmowa Apollina z Merkuriuszem włączone do: Zbiór rytmów; część przeł. na łacinę A. Koryciński Perspectiva politica regno Poloniae elaborata, Gdańsk 1652
- Zbiór rytmów, Kraków 1612, drukarnia B. Skalski; wyd. 2 pt. Zbiór rythmow... znowu przez authora poprawionych, rozszerzonych, na dwie części rozdzielonych, Poznań 1622, drukarnia j. Rossowski; wyd. następne według edycji 1622 pt. Zbiór rytmów... teraz do druku po raz trzeci podany, wyd. J. Rymarkiewicz, Poznań 1855[6][7]; przedr. K. J. Turowski, Kraków 1861, Biblioteka polska:
  - pojedyncze utwory przedr.: J. Lemański Satyra polska, t. 1, Warszawa 1914 (tu: fragm. Mięsopustu, Popielec, Na post wielki); Przeszłość 1929, nr 2 (tu: Na post wielki); W. Borowy Od Kochanowskiego do Staffa. Antologia liryki polskiej, Lwów 1930; także wyd. 2 zmienione i rozszerzone, Londyn 1954; także Warszawa 1958; J. Tuwim Cztery wieki fraszki polskiej, Warszawa 1937, także wyd. 2 Warszawa 1957 (tu: Na rokosz jędrzejowski, Na post polski); Poeci renesansu. Antologia, oprac. J. Sokołowska, Warszawa 1959, Biblioteka Poezji i Prozy. Wybór tekstów do; dziejów kultury Wielkopolski, Poznań 1962
- Utwory związane z rokoszem M. Zebrzydowskiego (Apologia na paszkwil, Nenia na rozruch domowy, Horacy ode I 14, Dialog... o zjeździe jędrzejowskim, Pugna andabatarum, Tren Rzeczypospolitej, Post nubila Phoebus), wyd. J. Czubek Pisma polityczne z czasów rokoszu Zebrzydowskiego, t. 1, Kraków 1916